# 나탈리 사로트

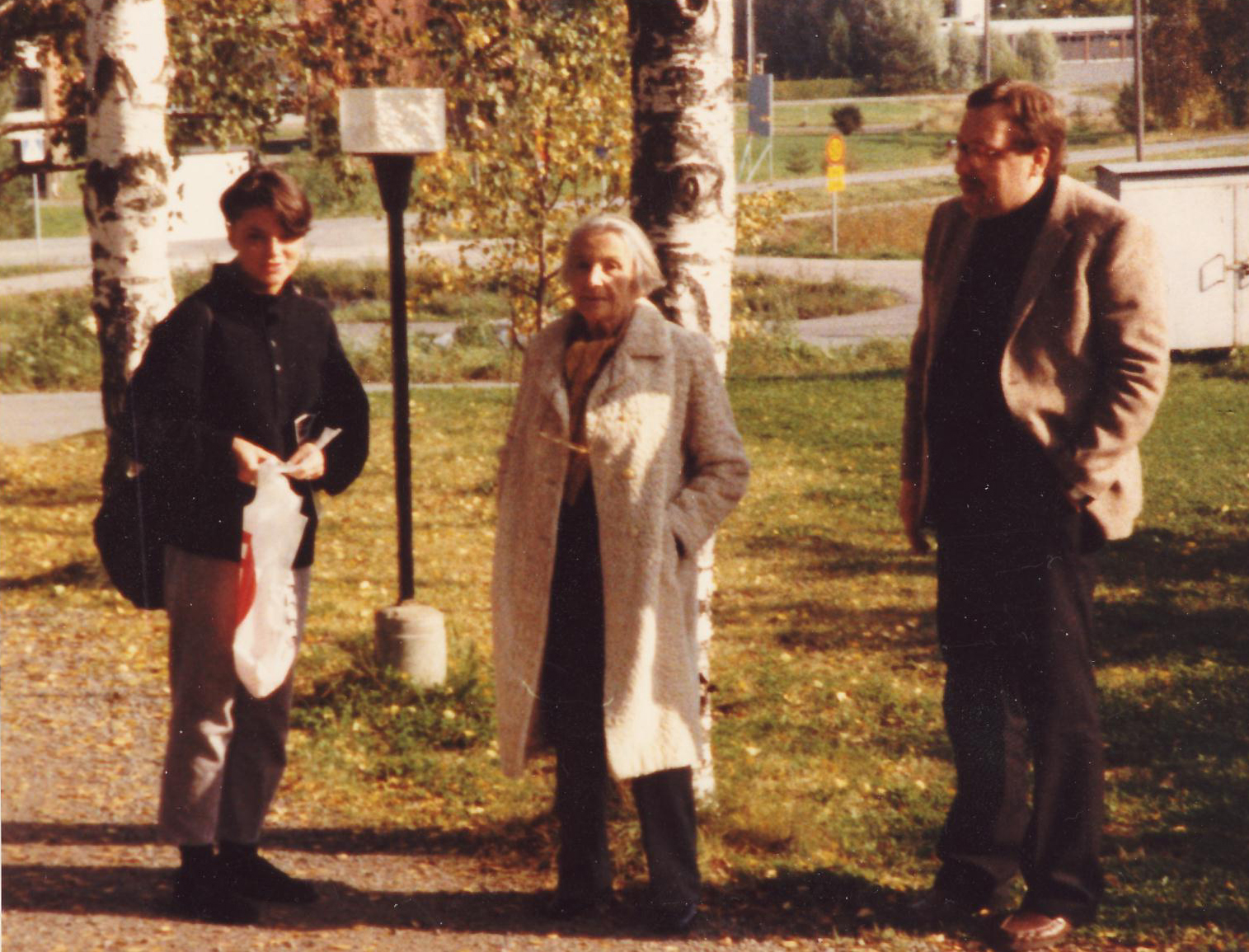
나탈리 사로트 (중앙).

나탈리 사로트(Nathalie Sarraute, 1900년 7월 18일 러시아 제국 이바노보 ~ 1999년 10월 19일 프랑스 파리)는 프랑스의 작가로, 누보로망을 대표한다.
러시아 제국에서 태어나 어릴 때 프랑스로 이주하여 정착하였다. 파리 대학과 옥스퍼드 대학에서 문학과 법률을 수학하고, 변호사를 개업하기도 했다. 발생 상태에 있는 심층심리적 움직임, 의식 밑바닥에 깔려 있는 감각, 이미지, 회상, 충동 등의 미세한 입자가 사소한 자극에 촉발되어 이합집산 (離合集散) 하는 이야기를 썼다. 심리적 소재와 대화 가운데 깔린 의식을 소재로 하여 새로운 기법으로 묘사함으로써 주목 받는 작가가 되었다. 처녀작 《트로피슴》(1938) 이후 《낯선 사나이의 초상》(1949), 《마르트로》(1954), 《플라네타리움》(1959), 《황금의 과실》(1963) 등을 발표했다. 소설이론을 편 평론집 《의혹(疑惑)의 시대》가 있다.

## 생애
1900년 7월 18일 러시아의 유대인 가정에서 출생했다. 옥스퍼드에서 역사를 공부한 뒤, 베를린에서 사회학을 공부했고 파리에서 법학을 전공했다. 그 후 파리에서 변호사로 활동하면서 마르셀 프루스트, 제임스 조이스, 버지니아 울프의 문학작품에 대한 관심을 바탕으로 1932년 《트로피즘(Tropismes)》이라는 첫 소설을 쓰기 시작해 7년 뒤인 1939년에 출판했다. 1940년 반유대 법률로 인해 변호사 자격을 박탈당한 사로트는 문학에만 전념하기로 하고, 대표작 《황금 열매(Les Fruits d’or)》, 《저 소리 들리세요?(Vous les entendez?)》, 자전적 소설 《어린 시절(Enfance)》을 비롯해 많은 소설을 발표했다. 전통적인 소설 구조와 달리 내적인 생각과 감정, 그리고 그 미묘한 변화에 주목한 작품들이다. 누보로망(Nouveau Roman) 선구자 격으로서 추상적 문학의 기초를 마련했다고 평가된다. 20세기 프랑스 문학의 현대성과 혁신성을 대표하는 작가 중 한 명으로 인정받고 있다. 사로트의 특징적인 글쓰기 방식은 극문학 작품에도 뚜렷하게 나타난다. 〈침묵(Le Silence)〉, 〈거짓말(Le mensonge)〉, 〈아름다워라(C’est beau)〉, 〈이스마(Isma)〉, 〈그녀는 거기에 있다(Elle est là)〉, 〈아무것도 아닌 것이라 불리는 것(Ce qui s’appelle rien)〉 등의 희곡을 발표하며 프랑스 현대 연극사에서 혁신적이며 탁월한 극작가로 자리 잡았다. 1999년 10월 19일 파리에서 99세로 세상을 떠났다.

## 같이 보기
- 르 몽드가 선정한 세기의 도서 100권